# Alek Wek
Alek Wek Embaixador(a) da boa vontade da ACNUR (Wau, Sudão do Sul, 16 de abril de 1977) é uma modelo sul-sudanesa. É membro do U.S. Committee for Refugees' Advisory Council, ajudando a chamar atenção para a situação crítica no Sudão, bem como para a situação difícil dos refugiados em todo o mundo.
Originária do grupo étnico sudanês dinka, sua família se refugiou na Inglaterra em 1991 para escapar da guerra civil entre o norte muçulmano e o sul cristão em seu país, tinha então 14 anos.

## Carreira
A modelo foi descoberta em um mercado aberto de Crystal Palace, em Londres, em 1995, por um scouter da agência Models One. Começou a ser notada a partir do vídeo GoldenEye de Tina Turner, em 1995, e a partir daí começou a sua carreira. Participou no vídeo Got Til It's Gone, de Janet Jackson, nesse mesmo ano. Assinou contrato com a Ford Models em 1996, iniciando então uma série de campanhas. Foi escolhida a "Modelo do ano" em 1997, pela MTV e entre 1999 e 2000 e figurou nos calendários para a Pirelli.
Entre as várias campanhas, destacam-se as  marcas Issey Miyake, Moschino, Victoria's Secret e para as companhias de cosméticos Clinique e Revlon, assim como desfiles para estilistas como John Galliano, Donna Karan, Calvin Klein e Ermanno Scervino.
Além de modelo, Wek também criou um marca de bolsas de nome "Wek 1933", à venda em lojas de departamento. O ano em questão (1933, de sua marca de bolsas) se refere ao que seu pai nasceu.
Em 2002, Wek fez a sua estreia como atriz no filme The Four Feathers as Sudanese princess Aquol.